# Trädgårdsnejlika
Trädgårdsnejlika (Dianthus caryophyllus) är en nejlikväxtart som beskrevs av Carl von Linné. Enligt Catalogue of Life och enligt Dyntaxa ingår trädgårdsnejlika i släktet nejlikor och familjen nejlikväxter. Arten förekommer tillfälligt i Sverige, men reproducerar sig inte. Inga underarter finns listade i Catalogue of Life.

## Bilder

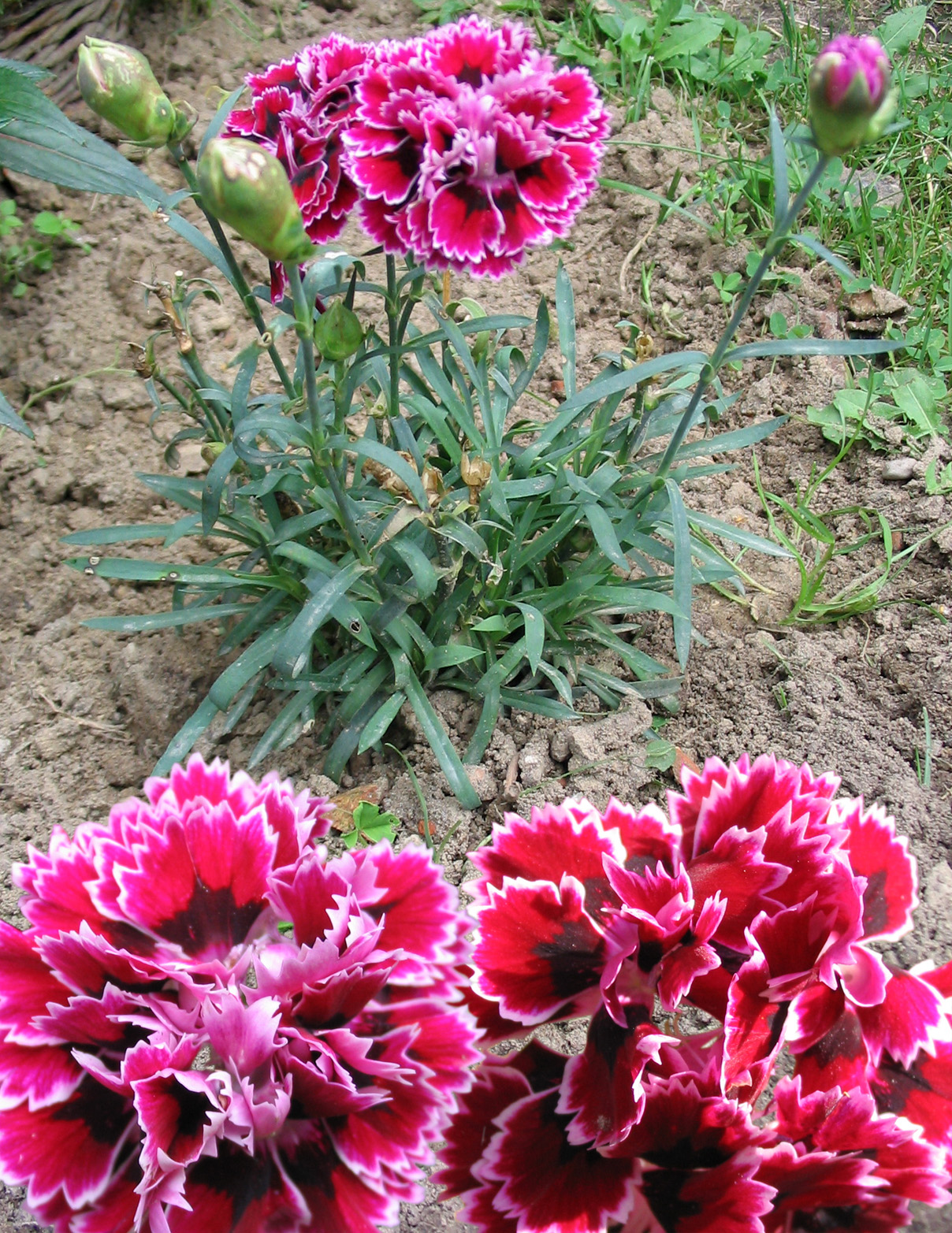
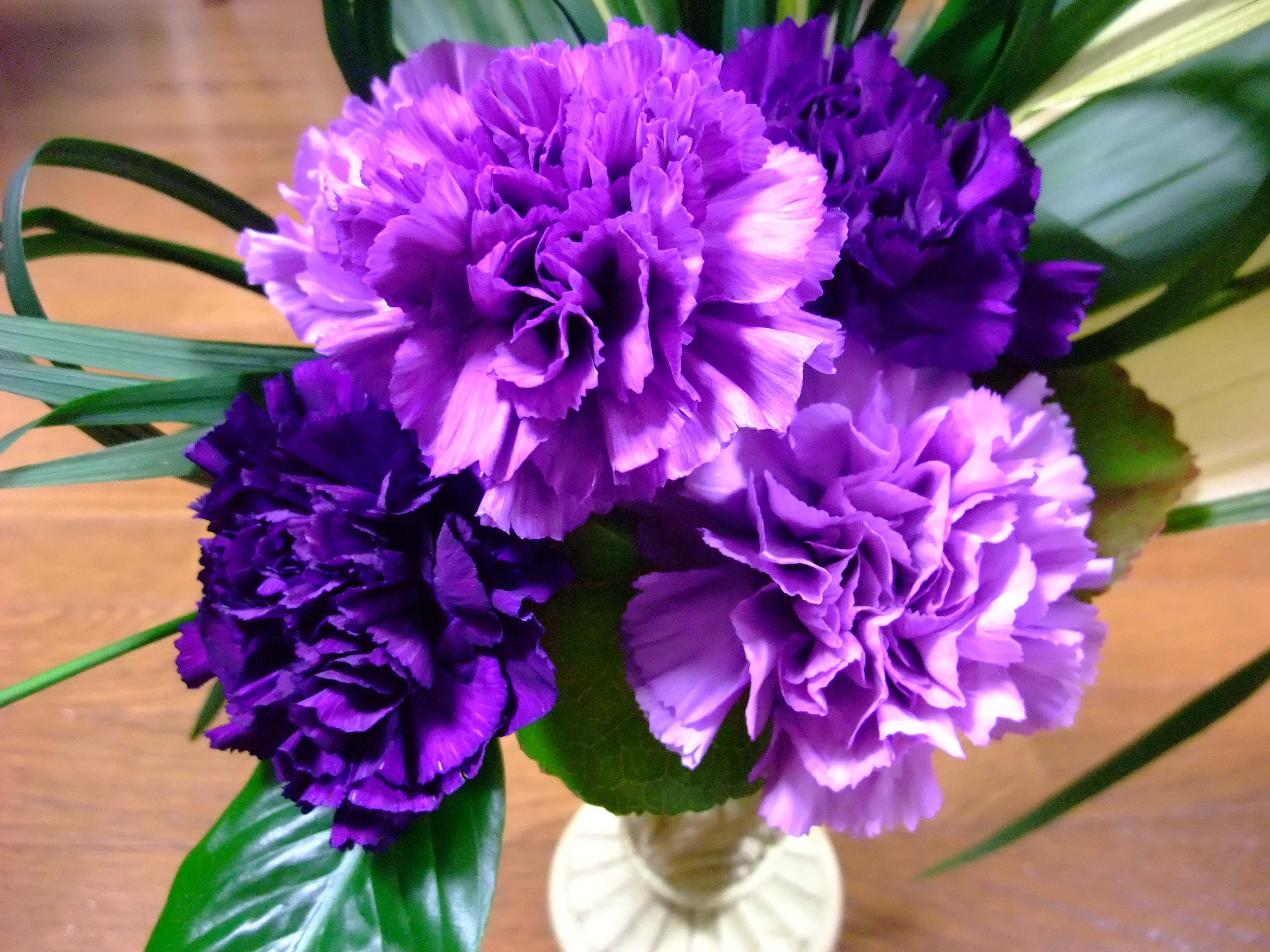
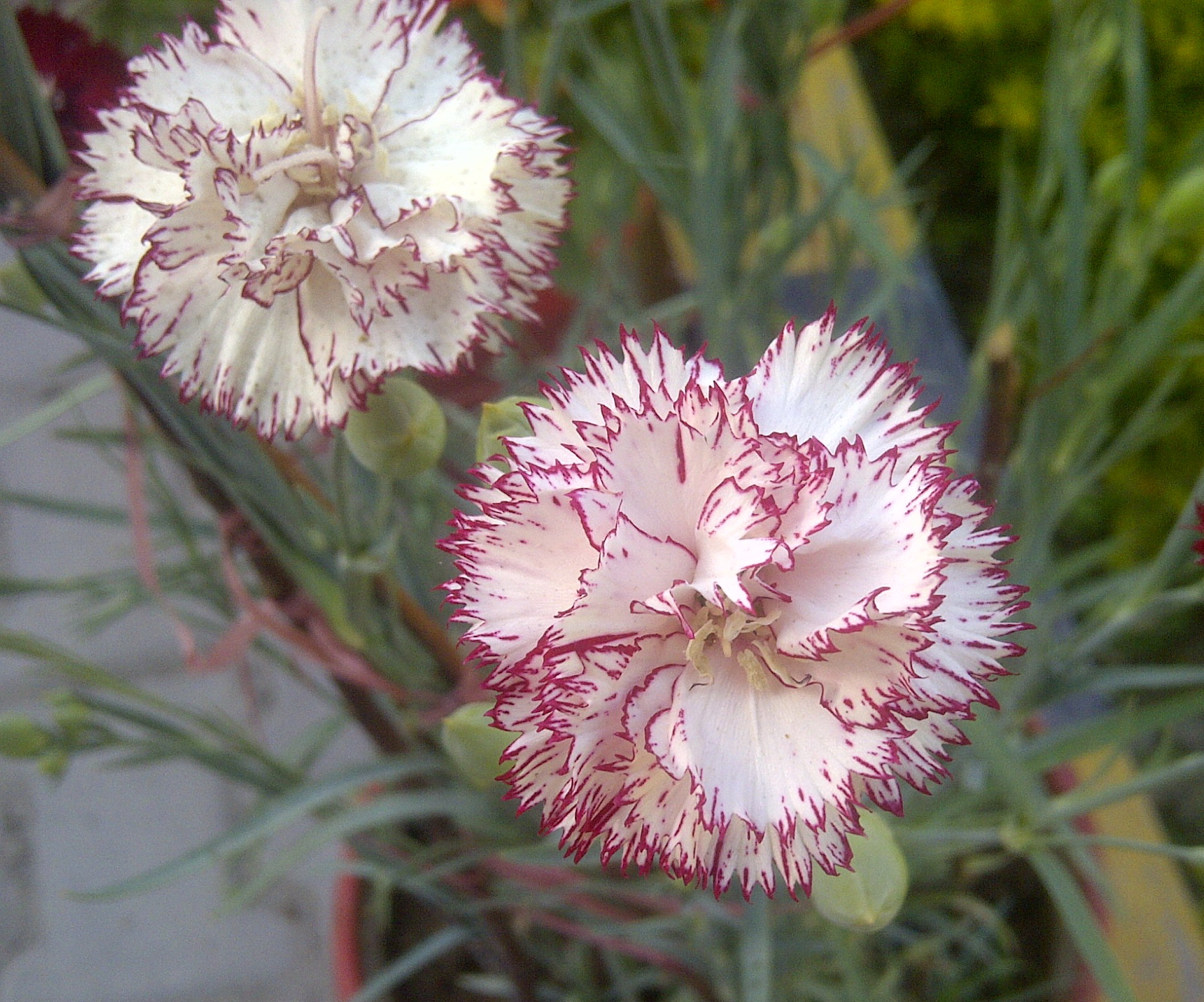